# Washington Circle

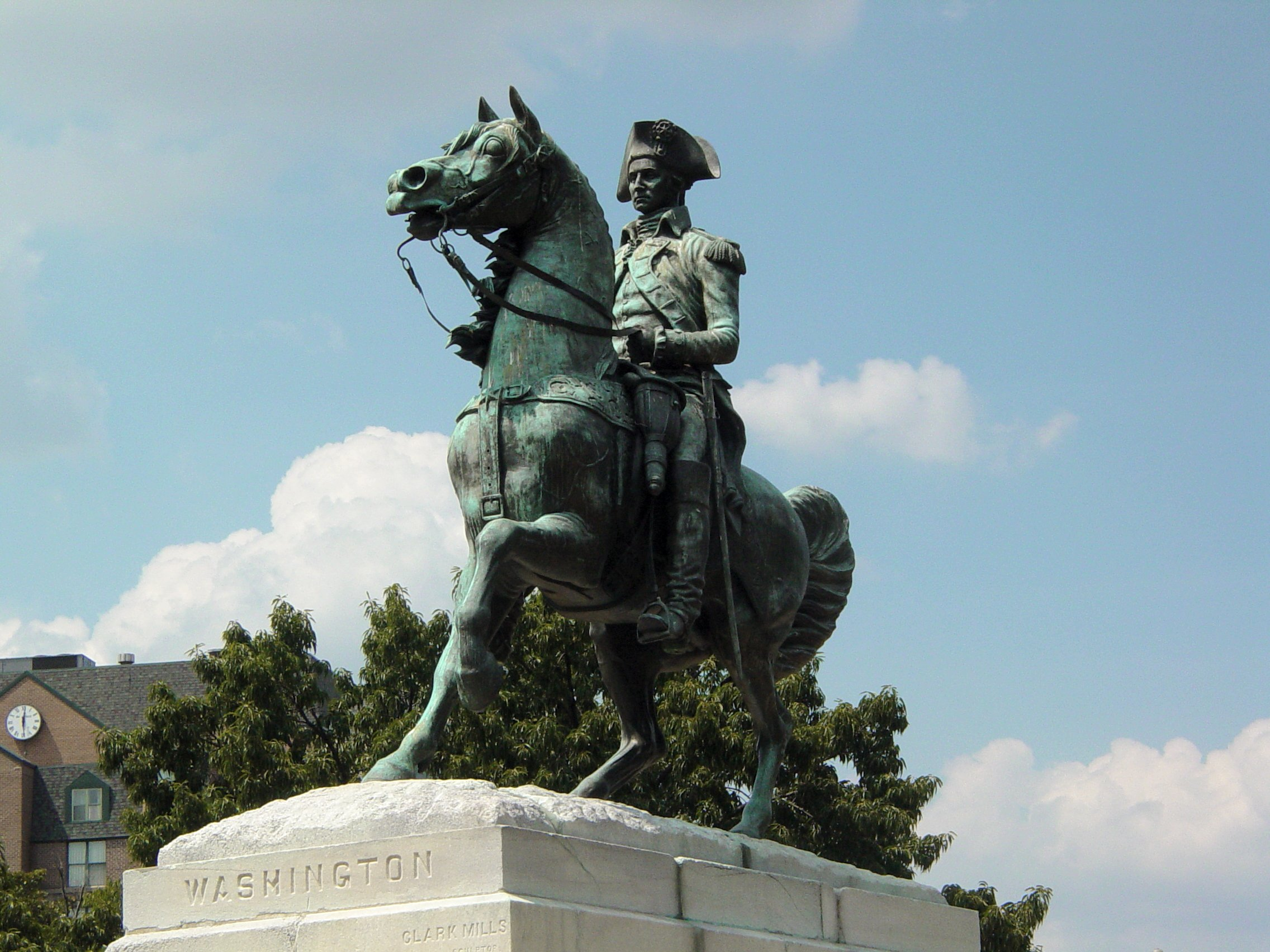
La estatua ecuestre de George Washington hecha por Clark Mills.

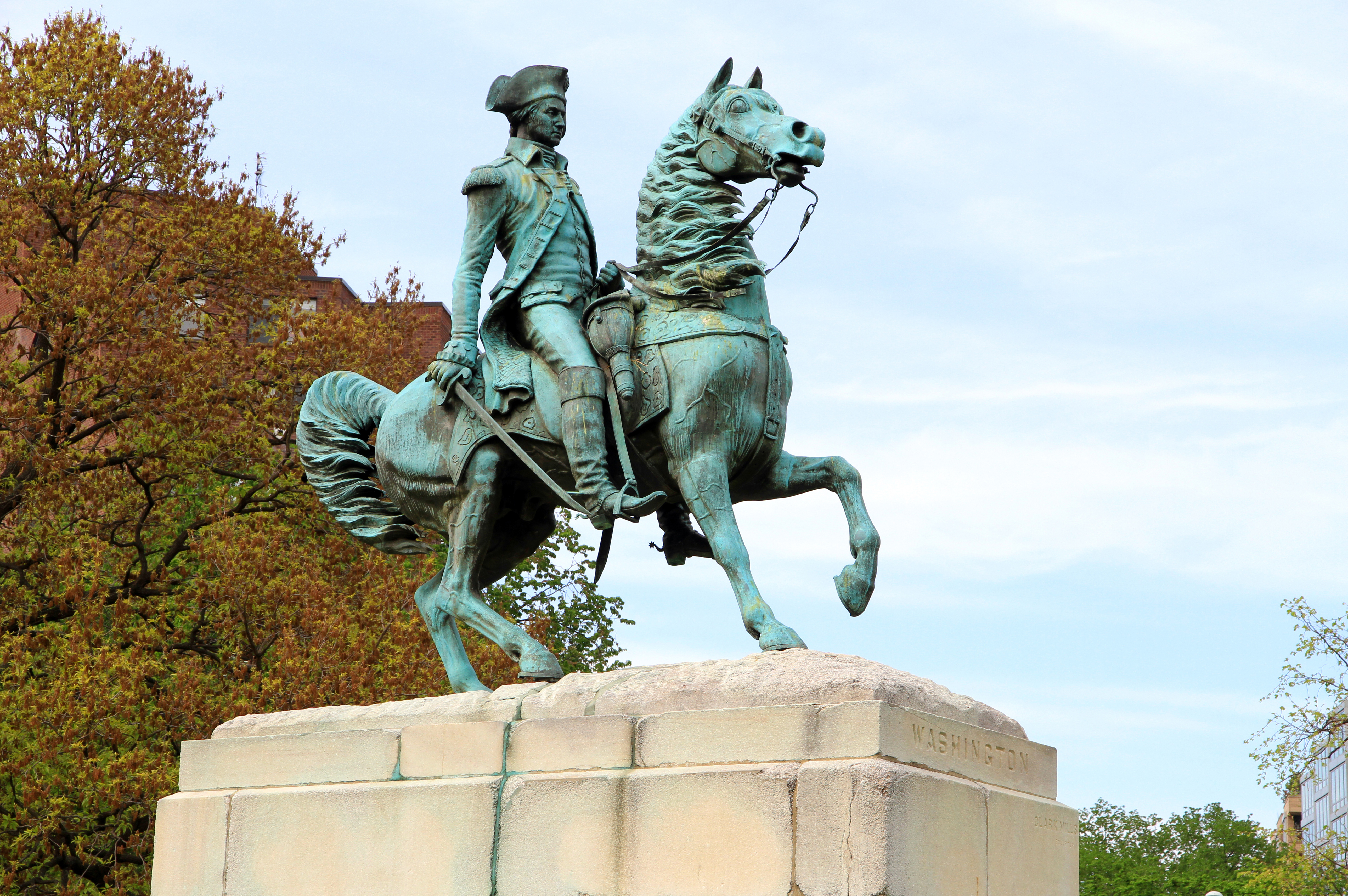
Estatua ecuestre de George Washington

Washington Circle o Rotonda Washington es una rotonda en el cuadrante noroeste de Washington D. C. en los Estados Unidos. Se encuentra en el cruce de la avenida Pensilvania, Avenida Nuevo Hampshire, la calle K, y la calle 23. El tráfico intenso de la calle K (que forman parte de la autopista 29) pasa por el túnel bajo la rotonda.
El campus de la Universidad George Washington en Foggy Bottom es colindante con la rotonda Washington. La parada más cercana de metro es la de Foggy Bottom-GWU.
En el centro de la rotonda hay una estatua ecuestre de George Washington, creada por el escultor Clark Mills y que fue inaugurada en 1859. La estatua fue realizada en cumplimiento de una disposición del Congreso Continental, que culminó sus acciones conmemorativas en agosto de 1783 mediante una resolución por la «que una estatua ecuestre del general Washington sea erigida donde se establezca la residencia del Congreso». («that an equestrian statue of General Washington be erected where the residence of Congress shall be established»). 